# Kei Kusunoki
Mayumi Ōhashi (大桥真弓, 24 de març de 1966), pseudònim Kei Kusunoki (楠桂), és una mangaka japonesa més coneguda per les seves sèries manga de terror i comèdia. Va debutar el 1982 a Ribón Original amb Nanika ga Kanojo Tori Tsuita. La seva germana bessona, Kaoru Ōhashi, treballa també com mangaka. Els seus estils són bastants similars.

## Obres
Kusunoki va treballar diversos anys en produccions d'anime. Anys més tard va tornar al manga amb Bitter Virgin.
- Yagami-kun's Family Affairs (1986)
- Blood Reign: Curse of the Yoma (1989)
- Ogre Slayer (1994)
- Dokkan Love
- Donmai Princess (2000)
- D no Fuuin (2000)
- Girls Saurus DX (2003-2008)
- 100 Ways of an Exorcist (2005-ongoing)
- Bitter Virgin (2006)
- Diabolo (manga) (2005)
- Innocent W (2006-)
- Sengoku Nights (2006)
- Vampire (manga) (Kessaku Tanpenshuu Vampire)
- Koi Tomurai